# Okres Most
Der Okres Most (Bezirk Brüx) war eine Gebietskörperschaft in dem Ústecký kraj in Tschechien. Die Okresy waren größenmäßig vergleichbar mit den Landkreisen in Deutschland und wurden zum 1. Januar 2003 als Gebietskörperschaften aufgelöst.
Mit einer Fläche von 467 km² war er der zweitkleinste Bezirk des Kreises. Im Norden grenzte er mit dem Erzgebirge an Deutschland, die anderen innerstaatlichen Grenzen bildeten Okres Chomutov, Okres Louny und Okres Teplice. Im Okres gab es nur 26 Gemeinden mit 75 Ortsteilen, davon sechs Städte. Das liegt zum großen Teil daran, dass viele Orte dem Bergbau weichen mussten. In Mostecko leben 108.116 Einwohner (Stand 1. Januar 2023), davon ca. 90 % in den Städten.

## Geografische Lage

Brüxer Pfanne von Langenwiesen aus gesehen

Das Gebiet besteht aus drei Geografischen Einheiten: Im Norden das Erzgebirge, im Südosten Ausläufer des Böhmischen Mittelgebirges und im Südwesten Žatecká plošina. Die Mitte bildet Mostecká kotlina in der Form einer Pfanne, die zum Nordböhmischen Becken gehört. Zwischen dem Tal und dem Bergkamm des Erzgebirgemassivs besteht ein Höhenunterschied zwischen 250 und 900 Meter. Höchster Punkt ist der Berg Loučná, 956 m über NN und der tiefste der Fuß des Bergs Bořeň mit 204 m über NN, an dem die Bílina den Bezirk verlässt. Sie besteht aus dem Hauptfluss des Bezirkes mit seinem Zufluss Srpina.

## Klima
Das Klima ist recht warm, die durchschnittliche Temperatur liegt bei 8,4 bis 8,8 °C, die Niederschlagsmenge ist mit 500 mm niedrig. Durch seine vielfältige Form bilden sich oft Nebel. Der größte Teil ist bewaldet durch Bäume die recht gut mit den schwierigen Bedingungen zurechtkommen (Birken, Eschen, Vogelbeerbäume, Erlen, Buchen, Fichten und Kiefer).

## Naturschutzgebiete
Das Vorkommen an Naturschätzen hatte einen negativen Einfluss auf die Landwirtschaft. Lediglich 30 % des Bodens kann landwirtschaftlich genutzt werden, der niedrigste Wert im Kreis. 1969 wurde das Naturreservat Jezerka ausgerufen, das die geobiologischen Zonen der Laubwaldgebiete und der Felsenlandschaft um den Berg Jezerka (706 m über NN) schützen soll. Das Naturreservat Černý rybník (1993) befindet sich in der Nähe des Ortes Klíny. Seine Wasseroberfläche befindet sich in einer Meereshöhe von 805 Metern; das Reservat schützt den Charakter einer Gebirgswasserfläche. Die Moorschichten reichen dabei bis in eine Tiefe von sieben Metern. Daneben findet sich hier eine reichhaltige Pflanzenwelt.

## Umwelt
Die großen Vorkommen von Naturschätzen hatten negative Auswirkungen auf die Umwelt im Bezirk. Während des kommunistischen Regimes war der Kohlebergbau gleichzeitig der Rohstofflieferant für die Energiewirtschaft. Die Kohlen-Elektrizitätswerke aber auch das Chemische Werk bei Záluží fügten den Wäldern gerade in den 1970er Jahren enorme Schäden zu und das Waldsterben erreichte gerade in dem empfindlichen Klima des Erzgebirges nie gekanntes Ausmaß. Zum Teil starben ganze Waldgebiete ab, und die Bergkämme bestanden nur noch aus ausgetrockneten Wiesen. Erst durch die Wiederaufforstung und dem Einsatz von neuen Technologien besserten sich in den letzten Jahrzehnten die Umweltbedingungen. Zwischen 1945 und 1985 wurden in der Gegend durch den Kohleabbau ungefähr 130 Industriebetriebe stillgelegt. Daneben mussten achtzig Orte sowie die komplette Altstadt der Bezirkshauptstadt Most (Brüx) der Kohleförderung weichen. In den letzten Jahrzehnten verschlechterten sich die Perspektiven der Braunkohlenutzung und viele Unternehmen der Schwerindustrie wurden geschlossen. Als Folge kam es zur höchsten Arbeitslosigkeit in ganz Tschechien. Derzeit versucht man, durch eine Qualifikation der Beschäftigten und der Ausweisung von Industriezonen, Investoren anzulocken.
Voraussetzung für die wirtschaftliche und soziale Entwicklung der Region ist die Modernisierung und der Bau der Verkehrsanbindungen zwischen den Wirtschaftszentren. Dazu zählen die Fertigstellung des Autobahnnetzes, der Ausbau der Fernstraßen und des Schienennetzes sowie die Anbindung an Deutschland.

## Fremdenverkehr
Der Bergbau wirkte sich auch die Umwelt und damit auf das Landschaftsbild sowie den Fremdenverkehr aus. Versuche, seit Mitte der 1990er Jahre durch administrative Maßnahmen dies zu revidieren, zeigten lange kaum Erfolge. Erst in letzter Zeit sind einige Fortschritte durch Rekultivierung der Natur in der Landwirtschaft durch Obstanbau, Waldwirtschaft und Weinbau zu verzeichnen. Im Erzgebirge konnte der Tourismus durch Wintersport und den Bau von Wander- und Radwegen wieder etwas angekurbelt werden. Historische Schätze kann das Gebiet nur noch wenige vorweisen.
Sehenswürdigkeiten
- Bedeutendste Sehenswürdigkeit ist die vor dem Abriss gerettete Dekanats-Kirche in Most. Diese wurde 1977 über 841 m aus der ehemaligen Altstadt auf ihren heutigen Standort verschoben, eine Ausstellung in der Kirche informiert darüber. Bekannte Ausflugsziele sind auch die Burg Hněvín auf dem nahen Schlossberg sowie das Autodrom und die Pferderennbahn.
- Horní Jiřetín (Georgenthal) war ein berühmter Wallfahrtsort auf dem Handelsweg von Sachsen. Die ersten schriftlichen Nachweise stammen aus dem 13. Jahrhundert. Kaiser Franz Joseph I. ernannte es sogar zur Stadt. In der Gemeinde befinden sich heute die Barockkirche Nanebevzetí Panny Marie mit einer Barockpfarrei.
- Schloss Jezeří, welches ursprünglich eine gotische Burg war und seit der Schlacht am Weißen Berg Eigentum der Lobkowicz war. Im 19. Jahrhundert war es Zentrum des kulturellen Lebens in der Region.
- In Litvínov befindet sich das Schloss Valdštejnský zámek aus der ersten Hälfte des 18. Jahrhunderts mit einem Schlosspark im englischen Stil. Nach dem Zweiten Weltkrieg wurde der sogenannte Kolektivní dům (Kollektives Haus) auch Koldům genannt, erstellt. Der Komplex stellte zu dem Zeitpunkt die neue Art des Wohnens mit komplett ausgestatteten Wohnungen und allen benötigten Dienstleistungen dar. An dem Gebäude zeigt wegen seiner Originalität auch UNESCO Interesse.

## Städte und Gemeinden
| Bečov               | Hochpetsch          |         |
| Bělušice            | Bieloschitz         |         |
| Braňany             | Prohn               |         |
| Brandov             | Brandau             |         |
| Český Jiřetín       | Georgendorf         |         |
| Havraň              | Hawran              |         |
| Hora Svaté Kateřiny | Sankt Katharinaberg |         |
| Horní Jiřetín       | Obergeorgenthal     |         |
| Klíny               | Göhren              |         |
| Korozluky           | Kolosoruk           |         |
| Lišnice             | Lischnitz           |         |
| Litvínov            | Oberleutensdorf     | (Stadt) |
| Lom                 | Bruch               |         |
| Louka u Litvínova   | Wiese               |         |
| Lužice              | Luschitz            |         |
| Malé Březno         | Kleinpriesen        |         |
| Mariánské Radčice   | Maria Ratschitz     |         |
| Meziboří            | Schönbach           |         |
| Most                | Brüx                | (Stadt) |
| Nová Ves v Horách   | Gebirgsneudorf      |         |
| Obrnice             | Obernitz            |         |
| Patokryje           | Patokrey            |         |
| Polerady            | Polerad             |         |
| Skršín              | Skirschina          |         |
| Volevčice           | Wolepschitz         |         |
| Želenice            | Sellnitz            |         |

## Geschichte
Archäologische Funde in der Region Most

Die Region von Brüx war schon seit der Mittleren Steinzeit (8300 bis 5500 v. Chr.), vor allem in der Gegend um den Kummernsee besiedelt. Weitere Funde stammen aus der jüngeren Steinzeit (5500 bis 4200 v. Chr.), der Bronzezeit bis in die Zeit der römischen Herrschaft. Erste schriftliche Nachweise stammen aus dem 12. Jahrhundert.
| Zeitraum           | Zeitraum                     | Fundorte |
| ------------------ | ---------------------------- | --- |
| Paläolithikum      | bis 8000 v. Chr.             | Bečov, komořany, Kamenná Voda, Záluží                                                                                    |
| Mesolithikum       | 8000 bis 5500 v. Chr.        | Komořany, Souš |
| Neolithikum        | 5500 bis 4000 v. Chr.        | Most, Libkovice |
| Eneolit            | 4000 bi 2000 v. Chr.         | Souš, Čepihory, Konobrže, Souš, Patokryje, Dřínov, Dolní Jiřetín, Komobrže, Most, Obrnice                                |
| Bronzezeit         | 2000 bis 800 v. Chr.         | Kamená Voda, Konobrže, Kopisty, Libkovice, Malé Březno, Most, Obrnice, Statinice, Třebušice                              |
| Eisenzeit          | 800 v. Chr. bis 600 n. Chr.  | Bečov, Hořany, Konobrže, Libkovice, Kamená Voda, Konobrže, Mariánské Radčice, Most, Nemilkov, Skršín, Stránces, Střinice |
| Frühes Mittelalter | 600 n. Chr. bis 1200 n. Chr. | Komořany, Kopisty, Malé Březno, Most, Vršany, Židovice                                                                   |

## Orte im Okres Most nach dem Jahr ihrer ersten schriftlichen Erwähnung
11. Jahrhundert

Most 1040 – Kopisty 1057 – Liběšice 1057
12. Jahrhundert

Skršín 1100 – Libkovice 1186
13. Jahrhundert

Bylany 1203, Odolice 1203, Svinčice 1207, Lužice 1226, Lipětín 1227, Slatinice 1227, Velebudice 1227, Bělušice 1231, Bedřichův Světec 1238, Ervěnice 1238, Ves Svatého Václava 1238, Braňany 1239, Komořany 1250, Polerady 1250, České Zlatníky 1263, Dolní Jiřetín 1263, Střimnice 1276, Nemilkov 1280, Havraň 1281, Saběnice 1281, Obrnice 1282, Zahražany 1283, Vtelno 1285, Louka 1289, Rudolice nad Bilínou 1298
14. Jahrhundert

Želenice 1307, Souš 1312, Korozluky 1326, Bečov 1327, Čepirohy 1331, Dobrčice 1333, Moravěves 1333, Růžodol 1333, Volevčice 1333, Záluží 1333, Lom 1341, Marianské Radčice 1341, Pařidla 1341, Fláje 1346, Koporeč 1350, Vršany 1350, Albrechtice 1352, Holešice 1352, Horní Jiřetín 1352, Horní Litvínov 1352, Sedlo 1352, Klíny 1355, Jezeří 1365, Chanov 1368, Malé Březno 1369, Lišnice 1380, Chrámce 1381, Milá 1381, Židovice 1381, Janov 1386, Skyřice 1391, Třebušice 1391, Hořany 1396, Konobrže 1394, Chudeřín 1398, Dolní Litvínov 1398, Lounice 1398, Meziboří (Šenbach) 1398, Patokryje 1400
15. Jahrhundert

Černice 1409, Zaječice 1413, Mníšek 1425, Stránce 1437, Kamena Voda 1450, Vysoké Březno 1460, Hora Svaté Kateřiny 1480, Kaňkov 1495
16. Jahrhundert

Dřínov 1542, Brandov 1549, Loučná 1549, Malý Háj 1549, Lesná 1564, Nová Ves v Horách 1564, Dvorů 1565, Šumná 1570, Hamr 1583, Horní Ves 1583, Rašov 1583, Křižatky 1585, Český Jiřetín 1596, Mikulovice 1599
17. Jahrhundert

Rudolice v Horách 1606, Zelený Důl 1606, Písečná 1654
18. Jahrhundert

Plán 1787, Sedlec 1787
19. Jahrhundert

Mariánské Údolí 1845

## Bevölkerungsentwicklung in den Gemeinden des Okres Most 1869–1921
| Gemeinde / Jahr          | 1869  | 1890   | 1910   | 1921   |
| ------------------------ | ----- | ------ | ------ | ------ |
| Albrechtice              | 467   | 442    | 711    | 715    |
| Braňany                  | 239   | 353    | 810    | 973    |
| Čepirohy                 | 246   | 380    | 420    | 525    |
| Černice                  | 258   | 346    | 463    | 536    |
| Dolní Jiřetín            | 591   | 2.361  | 3.283  | 3162   |
| Chudeřín                 | 355   | 581    | 3.690  | 3.463  |
| Ctrnáct Dvorců           | 198   | 476    | 558    | 370    |
| Dolní Litvínov s Lipětín | 832   | 2.614  | 3.726  | 2.761  |
| Dřínov                   | 193   | 257    | 1.387  | 1.580  |
| Ervěnice                 | 980   | 1.975  | 3.579  | 4.028  |
| Hamr                     | 365   | 481    | 818    | 883    |
| Horní Jiřetín            | 1.323 | 1.960  | 3.258  | 3.150  |
| Horní Litvínov           | 3.225 | 5.967  | 9.842  | 9.429  |
| Hořany                   | 333   | 605    | 813    | 893    |
| Janov                    | 644   | 996    | 1.282  | 1.253  |
| Kopisty                  | 816   | 2.004  | 5.073  | 5.201  |
| Konotrže                 | 164   | 182    | 1.028  | 1.113  |
| Komořany                 | 450   | 1.512  | 2.269  | 2.293  |
| Libkovice                | 424   | 607    | 1.434  | 1.794  |
| Lom                      | 793   | 1.855  | 8.841  | 8.806  |
| Loučná                   | 355   | 488    | 1.030  | 887    |
| Louka                    | 357   | 535    | 2.056  | 887    |
| Mariánske Radčice        | 39    | 456    | 915    | 1.007  |
| Most                     | 6.487 | 15.247 | 26.208 | 27.785 |
| Rudolica nad Bílinou     | 132   | 245    | 318    | 389    |
| Růžodol                  | 111   | 211    | 1.079  | 1.272  |
| Skýřice                  | 126   | 136    | 277    | 325    |
| Souš                     | 378   | 2.655  | 4.082  | 4.326  |
| Střmice                  | –     | 353    | 511    | 546    |
| Třebušice                | 253   | 920    | 1.625  | 1.624  |
| Záluží                   | 435   | 1.487  | 4.051  | 375    |

## Wegen Kohleförderung liquidierte Orte
Albrechtice u Mostu, Braňany (Teilliquidation), Bylany, Čepirohy (Teilliquidation), Čtrnáct Dvorců, Dolní Jiřetín, Dolní Litvínov, Dřínov u Komořan, Ervěnice, Fláje (Bau einer Talsperre), Holešice, Hořany, Jezeří, Kamenná Voda, Komořany, Konobrže, Kopisty, Libkovice, Lipětín, Most (Altstadt), Pařidla, Rudolice nad Bílinou, Růžodol, Skyřice, Slatinice, Souš, Stránce, Střmice, Třebušice, Velebudice, Vršany, Záluží, Židovice

## Denkmäler im Okres Most, die nach 1962 beseitigt wurden
- Albrechtice – Allerheiligenkirche (Kostel Všech Svatých)
- Dolní Jiřetín – Arbeiterkolonie 107-119, Kirche des Heiligen Nikolaus (Kostel Svatého Mikuláše), Rathaus
- Dřínov – Kapelle des Heiligen Nepomuk
- Holešice – Kirche des Heiligen Nikolaus (kostel sv. Mikuláše)
- Hořany – Das Areal des Schlosses, Schlosskapelle des Hl. Blasius (Kapela sv. Blažeje)
- Jezeří – Schlossareal mit Schlosspark, Försterhaus
- Kopisty – Corpus-Christi-Kirche (Kostel Božího Těla), Denkmal der Opfer des Dezemberaufstandes, Arbeiterkolonie
- Most – Zabražanská-Kapelle, Glockenhaus bei der Dekankirche, Kirche des Hl. Franz Serafin mit Kloster, Kapuzinerkirche Himmelfahrt der Jungfrau Maria, Kirche des Hl. Wenzel, Kirche der Piariten, Stadtmauern mit Wassergraben, $ Kapellen des Kreuzweges, Ritterkreuzspital, Stadttheater, Schützenhaus, Gymnasium, Post und Schule sowie die gesamte Altstadt.
- Pařidla – Schloss
- Statinice – Kirche des Hl. Simon und der Judith (kostel sv. Šimona a sv. Judy)
- Stránce – Areal des Schlosses
- Židovice – Kirche der Himmelfahrt der Jungfrau Maria (Kostel Nanebevzetí P. Marie)

## Denkmäler im Okres Most, die nach 1962 verlegt wurden
- Albrechtice – Boží muka und zwei Kreuze nach Mariánské Radčice, Kreuz nach Most
- Chárov – Denkmal des Hl. Florian nach Most
- Dolí Jiřetín – Denkmal des Heiligen Georg nach Litvínov, Kruzifix und Denkmal des Heiligen Jan Nepomucký und des Heiligen Anton von Padua nach České Zlatníky
- Dřinov – Denkmal des Hl. Felix und des Hl. Oldřich bei der römischen Kapelle des Hl. Nepomuk nach Litvínov
- Ervěnice – Denkmal des Hl. Florian und Denkmal des Hl. Nepomuk nach Malé Březno
- Holesice – Gottes Qualen, Denkmal des Hl. Vavřinec und Denkmal des Hl. Felix und des Hl. Nepomuk nach Mariánské Radčice
- Jezeří – 2 mythologische Denkmäler zum Schloss Duchcov
- Kamená Voda – Denkmal der Madonna nach Mariánské Radčice
- Komořany – Marmorsäule nach Most
- Konodrže – Barocksockel nach Most
- Kopisty – Denkmal des Hl. Florian nach Most
- Libkovice – Kapelle nach Most
- Louka – Marmorsäule nach Lom
- Most – Denkmal des Hl. Nepomuk nach Bečov, alle andere Denkmäler in das Neubaugebiet von Most
- Slastinice – Kreuz nach Most
- Souš – Denkmal des Hl. Prokop nach Most
- Stránce, Denkmal des Hl. Nepomuk nach Jezeří und Denkmal der Vier Jahreszeiten nach Bečov
- Vysoké Březno – Sockel mit dem Relief der Madonna nach Mariánské Radčice